# Algadefe
Algadefe település Spanyolországban, León tartományban. Lakosainak száma 301 fő (2024).

## Földrajza
Algadefe Laguna de Negrillos, Toral de los Guzmanes, Villaornate y Castro és Villamandos községekkel határos.

## Népesség
A település lakosságának változását az alábbi diagram mutatja:
| Lakosok száma | 362  | 337  | 324  | 325  | 303  | 300  | 284  | 289  | 285  | 301  |
|               | 2001 | 2004 | 2007 | 2009 | 2012 | 2014 | 2017 | 2019 | 2022 | 2024 |